# Aaron Cresswell
Aaron William Cresswell (Liverpool, 1989. december 15. –) angol válogatott labdarúgó, az angol Stoke City játékosa, előtte a West Ham United és Ipswich Town csapataiban is megfordult.

## Sikerei, díjai

### Klub
- West Ham United
  - UEFA Konferencia Liga: 2022–23[2]